# Długa Szlachecka (Sulejówek)
Długa Szlachecka – część miasta Sulejówka (SIMC 0921674), w województwie mazowieckim, w powiecie mińskim. Leży we wschodniej części miasta, przy granicy z wsią Długa Szlachecka, której częścią była do 1973 roku.

## Historia
Do 1973 była to zachodnia część wsi Długa Szlachecka, w latach 1867–1939 w gminie Okuniew w powiecie warszawskim. 20 października 1933 utworzono gromadę Długa Szlachecka w granicach gminy Okuniew.
Podczas II wojny światowej w Generalnym Gubernatorstwie, w dystrykcie warszawskim. W 1943 Długa Szlachecka liczyła 670 mieszkańców.
Po wojnie ponownie w Polsce. 1 lipca 1952 weszła w skład nowo utworzonej gminy Sulejówek w powiecie warszawskim. Tego samego dnia, w następstwie likwidacji powiatu warszawskiego, gminę Sulejówek przeniesiono do nowo utworzonego powiatu miejsko-uzdrowiskowego Otwock, gdzie została przekształcona w jedną z jego ośmiu jednostek składowych – dzielnicę Sulejówek. Dzielnica Sulejówek przetrwała do końca 1957 roku, czyli do chwili zniesienia powiatu miejsko-uzdrowiskowego Otwock i przekształceniu go w powiat otwocki. 1 stycznia 1958 dzielnicy Sulejówek nadano status osiedla, a prawa miejskie osiedle Sulejówek otrzymało 18 lipca 1962. Tak więc w latach 1952–1958 Długa Szlachecka była integralną częścią miasta Otwocka, 1958–1962 osiedla Sulejówka, a 1962–1972 miasta Sulejówka.
1 stycznia 1973, związku z kolejną reformą administracyjną, Długa Szlachecka usamodzilniła się ponownie, wchodząc w skład nowo utworzonej gminy Halinów w powiecie mińskim. Po niecałym roku, 9 grudnia 1973, zachodnią cześć Długiej Szlacheckiej odłączono od gminy Halinów i włączono ponownie do miasta Sulejówka w powiecie otwockim.